# St. Mary and Bodfan

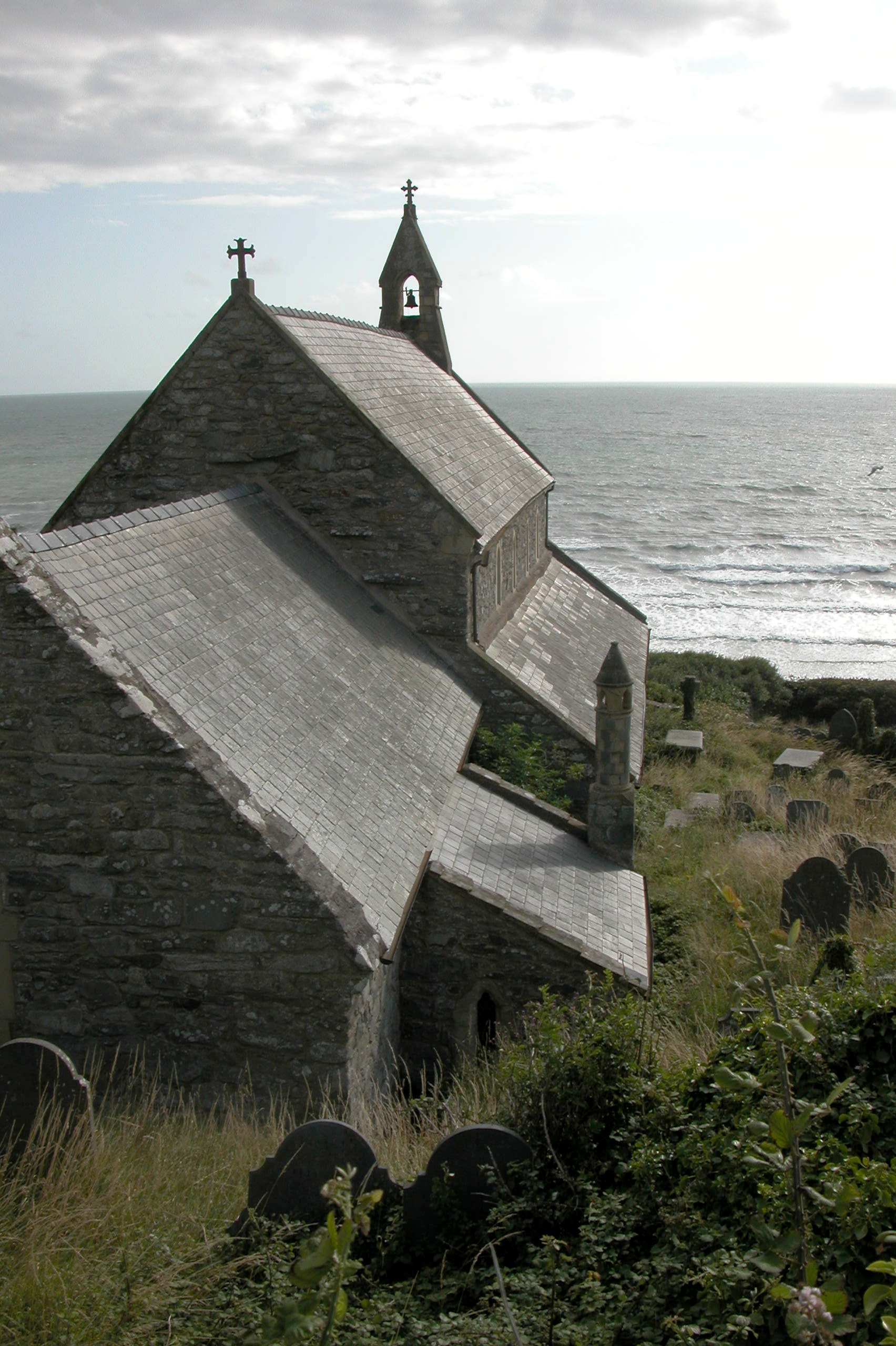
St. Mary and Bodfan von Nordosten

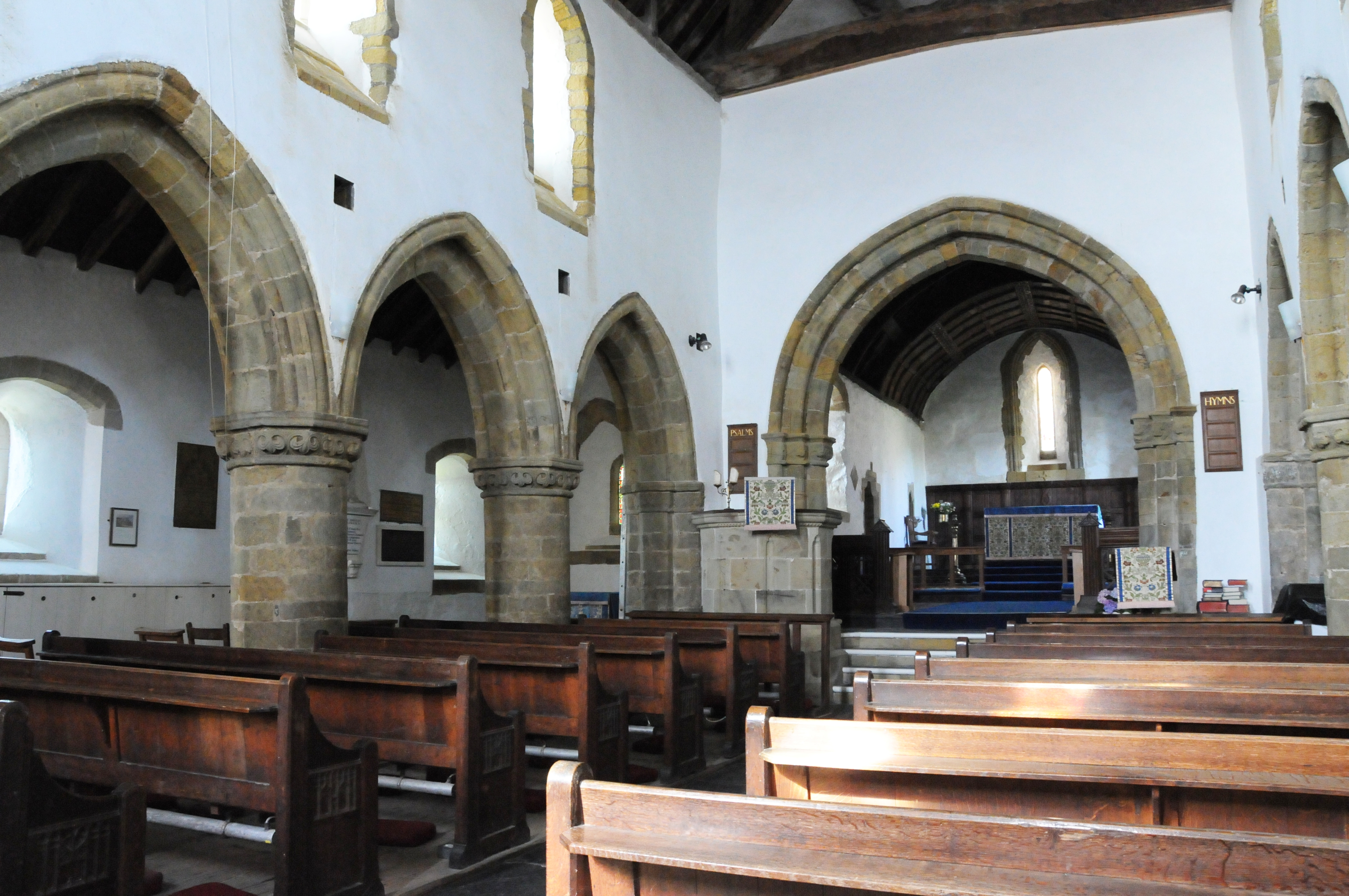
Hauptschiff und Chor

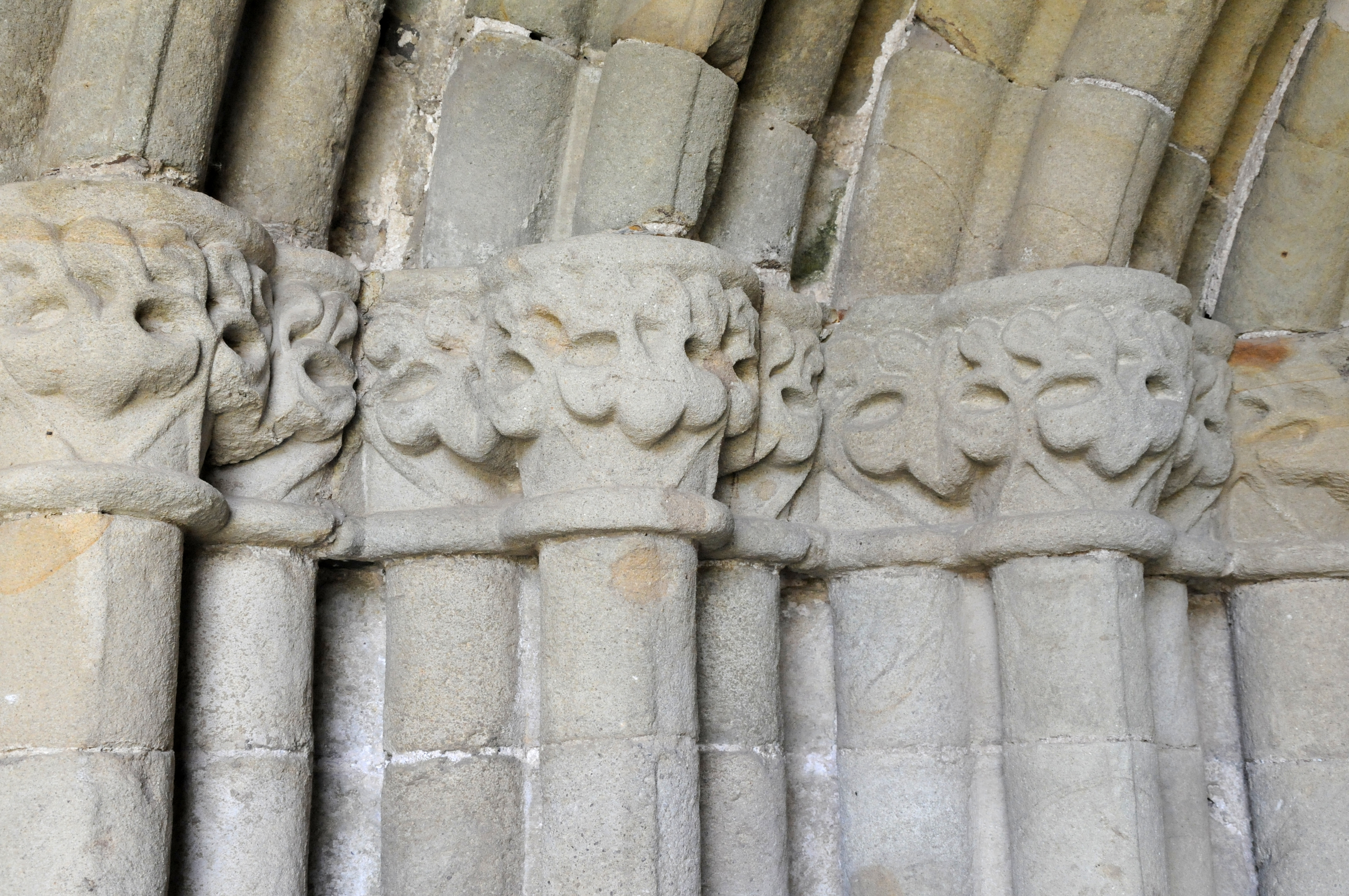
Kapitelle des Eingangsportals im Vorhaus

St. Mary and Bodfan im Ortsteil Llanaber von Barmouth, Wales, ist eine romanische Kirche aus dem frühen 13. Jahrhundert. Sie liegt am nördlichen Ortsrand an der Durchgangsstraße direkt über dem Meer in einem verwilderten Friedhof. Sie geht auf eine vom heiligen Bodfan gegründete Holzkirche zurück und beherbergt zwei Steine aus dem 5. Jahrhundert mit christlichen Inschriften.

## Geschichte
Eine Kirche bestand an dieser Stelle seit dem 6. Jahrhundert. St. Bodfan baute an dieser Stelle eine Holzkirche zur Verkündigung des christlichen Glaubens. Von dieser Kirche sind keine Reste vorhanden.
Bodfan war ein Sohn von Helig ap Glannog, der durch die Überflutung des Gebiets der heutigen Lavan Sands (heute die nördliche Bucht zwischen der Insel Anglesey und dem Festland) sein Land verloren hatte. Nach dieser Katastrophe begannen er und seine Söhne ein frommes Leben. Eine weitere von Bodfan gegründete Kirche befindet sich in Aber auf der Lleyn-Halbinsel (Pen Llŷn). Auch von seinen Brüdern Celynin, Brothen und Gwynin sind Kirchengründungen überliefert.
Im Zuge der Eroberung durch die Normannen wurden Holzkirchen durch Steinbauten ersetzt. Viele walisische Patrozinien wurden durch Marien- oder Apostelpatrozinien ersetzt oder mit diesen gekoppelt. Alte Karten bezeichnen die Kirche als St. Bodfan's und verbinden diese mit der nahe gelegenen Bodfan Farm. Heute ist die Kirche besser bekannt als St Mary’s.

## Heutige Kirche
Die heutige Kirche wurde 1400–1430 von Hywel ap Meredydd ap Cynan, dem Lord von Ardudw, einem Verwandten des walisischen Fürsten Llewelyn des Großen errichtet. Sie besteht aus drei Schiffen und einem langen, engen Chor. Das südliche Torhaus wurde im 19. Jahrhundert wiedererrichtet. Die Kirchentüre und das Portal zählen zu den schönsten Beispielen des Early-English-Stils im Lande.
Der Chor ist der älteste Teil der Kirche.  Das Lanzettfenster an der Ostseite ist eines der schönsten seiner Art. Das Schiff zeigt den Stilwechsel vom Normannischen Stil zum Early English: Die massiven Pfeiler sind normannisch, aber die Kapitelle und Bögen zwischen ihnen zeigen den Beginn von Early English.
Die hölzernen Decken von Chor und Schiff stammen aus dem 16. Jahrhundert. Die Schale des Taufsteins ist modern, sie steht auf einem wesentlich älteren Schaft.
Im 19. Jahrhundert wurde die Kirche gründlich restauriert: Der Glockenstuhl auf dem Turm wurde erneuert, ebenfalls die Westwand mit ihren Strebepfeilern. Eine Sakristei wurde an die Nordseite des Chors an der Stelle eines Vorgängerbaus angebaut. Die Glasfenster im Obergaden mit Bildern von musizierenden Engeln stammen, wie der größte Teil der Ausstattung, vom Ende des 19. Jahrhunderts.
Im Jahr 1969, dem Jahr der Einsetzung von Prinz Charles zum Prince of Wales, wurde die Kirche wieder gründlich renoviert. Das Dachgestühl wurde gegen Holzwurm imprägniert, verfaulte Hölzer wurden ausgetauscht. Die Sitze wurden renoviert und mit überflüssigen Sitzen aus St. John in Barmouth ergänzt. Die Compton-Orgel mit zwei Manualen und Pedal, ein Geschenk des Bischofs von Bangor, in dessen Diözese die Kirche liegt, wurde am Sonntag dem 1. Juni 1969 (dem Vorabend des Patroziniums von St. Bodfan) im Zuge der Weihe der restaurierten Kirche eingeweiht.

## The Calixtus Steine (Frühchristliche Grabsteine)

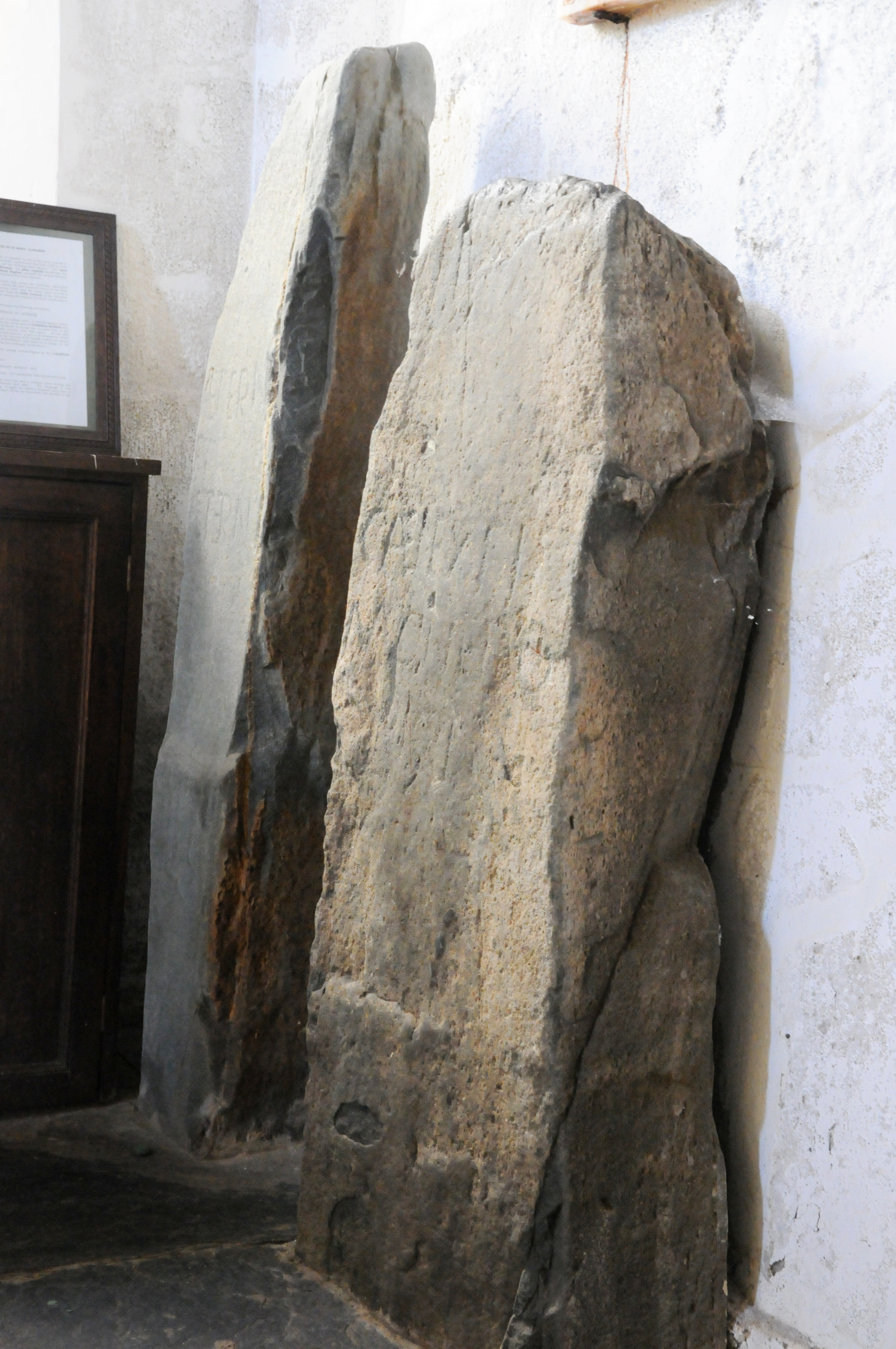
Frühchristliche Grabsteine

In der Nordwestecke der Kirche stehen zwei Steine mit Inschriften aus dem 5. Jahrhundert. Sie sind seit dem 19. Jahrhundert in der Kirche und wurden in der Umgebung der Kirche gefunden. Vorher wurden sie anderweitig genutzt, in einem Fall als Trittstein über einen Bach. Beide sind offensichtlich Grabplatten aus dem 5. Jahrhundert und gehören zu den ältesten christlichen Zeugnissen des Landes.
Der linke Stein besitzt folgende Inschrift: ETERNU(US) ET AETER(NI). Aeternus war ein verbreiteter christlicher Name im römischen Britannien. Ein Träger dieses Namens war ein Sohn von Cunedda Wledig, dem Gründer einer Dynastie walisischer Prinzen. Der andere Stein, bekannt als Calixus stone hat folgende Inschrift: CAELESTI MONEDO RIGI. Auch Caelestus war ein im römischen Britannien populärer Name. Interpretiert wird die Inschrift als Für Caelestis den König der Berge. Die Sprache der Inschrift ist walisisch gefärbtes Latein. Das Wort mondeo zeigt eine Verwandtschaft mit dem modernen walisischen Wort mynydd für Berg.